# Sphenospondylus
Sphenospondylus là một chi khủng long, được Seeley mô tả khoa học năm 1882.